# Bierpfennig
Der Bierpfennig ist eine frühere Form der Biersteuer und bezeichnet die Abgabe auf das konsumierte oder fremdeingeführte Bier. Synonym gab es auch die Bezeichnungen Bierungeld, Bierziese, Trankgeld, Schank- oder Malzaufschlag.

## Beispiele für erhobene Abgaben
Bereits zu Zeiten Karls des Großen wurde eine sogenannte „Grut-Abgabe“ erhoben und die Stadt Ulm führte schon im Jahr 1220 eine eigene Biersteuer ein. 1388 ließ Markgraf Friedrich in Kulmbach und Umgebung einen „Zapfenpfennig“ und eine „Tranksteuer“ erheben, so dass für jedes Fuder Bier ein Gulden bezahlt werden musste.
Der Begriff ist im Zusammenhang mit der von den Herzögen Wilhelm und Ludwig eingeführten Biersteuer entstanden. Eben jene Herzöge, die auch das bayerische Reinheitsgebot erlassen hatten, führten diese Steuer ein, da sie planten, die bayerischen Gemeinden Gundelfingen, Lauingen und Höchstädt zu kaufen, wozu sie Geld benötigten. Nachdem die Steuer 1543 eingeführt wurde, lag sie bei 2 Kreuzern pro Eimer Bier. Doch schon im Jahre 1594 lag die Steuer in Bayern bei 17 Kreuzern und einem Heller pro Eimer Bier. In einen solchen Eimer passten damals exakt 64 Liter Bier. Nachdem 17 Kreuzer und 1 Heller ziemlich genau 64 Silberpfennigen entsprachen, wurde der Begriff Bierpfennig gebräuchlich. Anzumerken ist noch, dass sich die Herzöge dazu entschieden, die oben genannten Gemeinden nicht zu kaufen, die Steuer jedoch bestehen ließen, da sie einen Türkenkrieg mitfinanzieren mussten.
Eine weitere Variante des Bierpfennigs ist beispielsweise aus der Gemeinde Kirchdorf am Haunpold überliefert. Zur Finanzierung wichtiger gemeindlicher Einrichtungen wurde auf den Verkauf eines Liters Bier eine freiwillige Mehrung von einem Pfennig erhoben. Mit den Erlösen wurden sodann die avisierten Maßnahmen finanziert.
In Dinglers polytechnischem Journal wurde beispielsweise von der Erhebung eines „Bierpfennigs“ in einer deutschen Stadt berichtet, um damit den Neubau einer Brücke zu finanzieren. Jeder, der innerhalb der Stadt eine Maß Bier trank, sollte einen Pfennig dafür bezahlen. Da in dieser Stadt sehr viel Bier konsumiert wurde, wären die Baukosten für die Brücke so innerhalb von zwei Jahren sechs Monaten und zwölf Tagen eingenommen, so die Berechnung. Das wären umgerechnet 91.200.200 Maß Bier gewesen.
Das im Jahr 1818 mit einer Sprinkleranlage ausgestattete Münchner Nationaltheater, welches im Januar 1823 völlig ausbrannte, weil die Tanks im Winter geleert wurden, damit sie nicht einfroren, wurde anschließend mit Hilfe der Einnahmen aus einem „Bierpfennig“ neu errichtet.

## Moderne Überlegungen
Im Jahr 1975 wurde von der Gewerkschaft Erziehung und Wissenschaft anlässlich des drohenden Lehrermangels über die Erhöhung der Biersteuer um einen Pfennig je Glas Bier nachgedacht, um damit rund 10.000 Lehrerstellen bezahlen zu können.
In München sollte 2011 für die Erstellung eines Tunnels durch den Englischen Garten ein freiwilliger Bierpfennig eingeführt werden.